# Myotis simus
Myotis simus е вид бозайник от семейство Гладконоси прилепи (Vespertilionidae).

## Разпространение
Видът е разпространен в Аржентина, Бразилия, Еквадор, Колумбия, Парагвай и Перу.